# Макар-слідопит
«Макар-слідопит» (рос. «Макар-следопыт») — радянський дитячий трисерійний телевізійний фільм 1984 року, знятий за мотивами повісті Льва Остроумова.

## Сюжет
Про пригоди сільського хлопчиська Макара і його друзів, які почали відчайдушну сутичку з білогвардійцями та перемогли їх завдяки мужності, кмітливості та дружбі. А незмінним помічником відважного Макара виступає дуже віддана і кмітлива вівчарка Дружок. Юні герої фільму, підлітки, переживають безліч захоплюючих і небезпечних пригод, активно беручи участь у подіях громадянської війни…

## У ролях
- Максим Мінін —  Макар
- Сергій Савватєєв —  Єгорка
- Ангеліна Полянчукова —  Любочка
- Олександр Леньков —  Тимофій
- Андрій Ростоцький —  Мячик (командир розвідників)
- Іван Краско —  комбриг
- Володимир Етуш —  Іраклій
- Раїса Етуш —  дочка Іраклія
- Володимир Олексієнко —  Гаврюков
- Сергій Кошонін —  червоноармієць Васильєв
- Олексій Горбунов —  червоноармієць
- Олександр Толстих —  підпільник
- Володимир Лосєв —  Скворцов, червоноармієць
- Михайло Церишенко —  червоноармієць
- Олег Борисов —  штабс-капітан Чорний
- Георгій Штиль —  керуючий
- Ігор Дмитрієв —  англієць
- Валерій Миронов —  другий офіцер
- Анатолій Столбов —  поп Крестовоздвиженський
- Станіслав Соколов —  поручик Чертяка
- Віктор Іллічов —  солдат-студент
- Анатолій Рудаков —  солдат
- Георгій Тейх —  дід Макара
- Гелій Сисоєв — Данило
- Ольга Пєрвєєва — Настя, дружина Данила
- Сергій Кучеренко — солдат-візник (3-я серія, немає в титрах)

## Знімальна група
- Автор сценарію: Анатолій Козак
- Режисер: Микола Ковальський
- Оператор: Олександр Чечулін
- Художник: Валерій Юркевич
- Композитор: Віктор Лебедєв